# Hoa hậu Hòa bình Quốc tế 2019
Hoa hậu Hòa bình Quốc tế 2019 là cuộc thi Hoa hậu Hòa bình Quốc tế lần thứ 7 được tổ chức tại Sân vận động trong nhà Caracas, Caracas, Venezuela vào ngày 25 tháng 10 năm 2019. Hoa hậu Hòa bình Quốc tế 2018 - Clara Sosa đến từ Paraguay đã trao vương miện cho người kế nhiệm, cô Valentina Figuera đến từ Venezuela.

## Kết quả

### Thứ hạng
| Kết quả                       | Thí sinh |
| ----------------------------- | --- |
| Hoa hậu Hòa bình Quốc tế 2019 | - Venezuela – Valentina Figuera |
| Á hậu 1                       | - Mexico – María Fernanda Malo Juvera |
| Á hậu 2                       | - Thái Lan – Arayha Suparurk |
| Á hậu 3                       | - Panama – Carmen Drayton |
| Á hậu 4                       | - Brazil – Marjorie Marcelle Corrêa Angelotti |
| Top 10                        | - Úc – Taylor Marlene Curry - Ecuador – Mara Stefica Topić Verduga - Peru – Camila Escribens - Puerto Rico – Hazel Ortíz - Việt Nam – Nguyễn Hà Kiều Loan (§) |
| Top 20                        | - Chile – Francisca Lavandero - Colombia – Génesis Quintero - Costa Rica – Brenda Castro - Cộng hòa Séc – Maria Boichenko - Cộng hòa Dominican – Stéphanie Bustamantez - Guatemala – Dannia Guevara - Ireland – Sudawan Kumdee - Nhật Bản – Adeline Minatoya - Paraguay – Milena Rodríguez - Nam Phi – Belindé Schreuder - Tây Ban Nha – Ainara de Santamaría |

§ - Thí sinh chiến thắng giải thưởng Miss Popular Vote

### Thứ tự công bố
| 1. Úc 2. Panama 3. Nam Phi 4. Guatemala 5. Tây Ban Nha 6. Cộng hòa Séc 7. Costa Rica 8. Nhật Bản 9. Paraguay 10. Colombia 11. Chile 12. Cộng hòa Dominican 13. Puerto Rico 14. Venezuela 15. Ecuador 16. Brazil 17. Thái Lan 18. Mexico 19. Peru 20. Ireland | 1. Việt Nam 2. Venezuela 3. Úc 4. Panama 5. Thái Lan 6. Puerto Rico 7. Ecuador 8. Brazil 9. Mexico 10. Peru | 1. Mexico 2. Venezuela 3. Thái Lan 4. Brazil 5. Panama |  |

#### Các giải thưởng đặc biệt
| Giải thưởng                  | Thí sinh                               |
| ---------------------------- | -------------------------------------- |
| Miss Popular Vote            | - Việt Nam – Nguyễn Hà Kiều Loan       |
| Best National Costume        | - Ecuador – Mara Stefica Topić Verduga |
| Best in Evening Gown         | - Peru – Camila Escribens              |
| Best in Swimsuit             | - Panama – Carmen Drayton              |
| Sponsor award                |                                        |
| Grand Pageant's Choice Award | - Venezuela – Valentina Figuera        |

### Best in National Costume
| Kết quả     | Thí sinh |
| ----------- | --- |
| Chiến thắng | - Ecuador – Mara Stefica Topić Verduga |
| Top 10      | - Nhật Bản – Adeline Minatoya - Philippines – Samantha Ashley Lo - Việt Nam – Nguyễn Hà Kiều Loan - Myanmar – Hmwe Thet - Thái Lan - Arayha Suparurk - Peru – Camila Escriben - Indonesia – Sarlin Delee Jones - Malaysia – Mel Dequanne Abar - Mexico – María Fernanda Malo Juvera |
| Top 20      | - Costa Rica – Brenda Castro - Cộng hòa Dominican – Jearmanda Gia Ramos - Guatemala – Dannia Guevara Morfin - Venezuela – Valentina Figuera - Ấn Độ – Shivani Jadhav - Lebanon – Stephanie Dash Karam Tovar - Nigeria – Favour Oonye Ocheche - Guadeloupe – Nahémi Ceriac           |

### Top 6 Pre-Arrival
| Kết quả     | Thí sinh |
| ----------- | --- |
| Chiến thắng | - Cuba – Elaine González - Myanmar – Hmwe Thet - Mexico – María Fernanda Malo Juvera - Perú – Camila Escriben - Paraguay – Milena Rodríguez - Indonesia – Sarlin Delee Jones |
| Top 10      | - Ecuador – Mara Stefica Topić Verduga - Malaysia – Mel Dequanne Abar - Việt Nam – Nguyễn Hà Kiều Loan - Brazil – Marjorie Marcelle Corrêa Angelotti                         |

### Top 20 for Historic Crowns Fashion Show Gala!
| Kết quả     | Thí sinh |
| ----------- | --- |
| Chiến thắng | - Curaçao – Liane Bonofacia - Myanmar – Hmwe Thet - Indonesia – Sarlin Delee Jones - Mexico – María Fernanda Malo Juvera - Paraguay – Milena Rodríguez - Việt Nam – Nguyễn Hà Kiều Loan - Perú – Camila Escriben - Ecuador – Mara Stefica Topić Verduga - Malaysia – Mel Dequanne Abar - Venezuela – Valentina Figuera - Colombia – Génesis Andrea Quintero Pérez - Thái Lan – Arayha Suparurk - Guatemala – Dannia Guevara Morfin - Brasil – Marjorie Marcelle Corrêa Angelotti - Bolivia – Natalia Carolina Paz Rojas - Costa Rica – Brenda Castro - Ấn Độ – Shivani Jadhav - Tây Ban Nha – Ainara de Santamaría - Puerto Rico – Hazel Marie Ortíz Méndez - Panamá – Carmen Drayton - Chile – Francisca Paz Lavandero Ceballos |

### Best in Swwimsuit
| Kết quả     | Thí sinh |
| ----------- | --- |
| Chiến thắng | - Panamá – Carmen Drayton |
| Top 10      | - Brasil – Marjorie Marcelle Corrêa Angelotti - Indonesia – Sarlin Deli Jones - Latvia - Yeketrina Alaxeva - Malaysia – Mel Dequanne Abar - Mexico – María Fernanda Malo Juvera - Myanmar – Hmwe Thet - Philippines - Samantha Ashley Lo - Thái Lan – Arayha Suparurk - Venezuela – Valentina Figuera - Việt Nam – Nguyễn Hà Kiều Loan |

### Miss Popular Votes
| Kết quả     | Thí sinh |
| ----------- | --- |
| Chiến thắng | - Việt Nam – Nguyễn Hà Kiều Loan |
| Top 10      | - Ấn Độ – Shivani Jadhav - Indonesia – Sarlin Deli Jones - Malaysia – Mel Dequanne Abar - Mexico – María Fernanda Malo Juvera - Myanmar – Hmwe Thet - Perú – Camila Escriben - Philippines - Samantha Ashley Lo - Thái Lan – Arayha Suparurk - Venezuela – Valentina Figuera |

## Thí sinh tham gia
Cuộc thi có tổng cộng 60 thí sinh tham gia:
| Quốc gia/Vùng lãnh thổ | Thí sinh                           | Tuổi | Quê quán         |
| ---------------------- | ---------------------------------- | ---- | ---------------- |
| Albania                | Xhensila Shaba                     | 23   | Tirana           |
| Armenia                | Lily Sargsyan                      | 20   | Yerevan          |
| Úc                     | Taylor Marlene Curry               | 23   | Gold Coast       |
| Bashkortostan          | Galina Lukina                      | 26   | Ufa              |
| Belarus                | Karina Kiseleva                    | 22   | Minsk            |
| Bolivia                | Natalia Carolina Paz Rojas         | 19   | Cochabamba       |
| Brasil                 | Marjorie Marcelle Corrêa Angelotti | 23   | São Paulo        |
| Bulgaria               | Victoria Vaseva                    | 25   | Sofia            |
| Canada                 | Brianna Plouffe                    | 20   | Cowansville      |
| Chile                  | Francisca Paz Lavandero Ceballos   | 19   | Los Ángeles      |
| Trung Quốc             | Jiefang Deng                       | 20   | Sơn Tây          |
| Colombia               | Génesis Quintero                   | 27   | Arauca           |
| Costa Rica             | Brenda Castro                      | 26   | Limón            |
| Cuba                   | Elaine González                    | 25   | La Habana        |
| Curacao                | Liane Bonofacia                    | 27   | Willemstad       |
| Séc                    | Maria Boichenko                    | 23   | Prague           |
| Cộng hòa Dominica      | Stephanie Bustamante               | 27   | Santo Domingo    |
| Ecuador                | Mara Stefica Topić Verduga         | 24   | Los Angeles      |
| Ai Cập                 | Esraa Albelasi                     | 26   | Cairo            |
| El Salvador            | Olga María Flores Ortiz            | 25   | Usulután         |
| Estonia                | Elisse Randmma                     | 19   | Tallin           |
| Pháp                   | Cassandra Pereira Desousa          | 25   | Dreux            |
| Đức                    | Lalaine Desiree Mahler             | 19   | Suabia           |
| Guadeloupe             | Nahémi Ceriac                      | 22   | Les Abymes       |
| Guatemala              | Dannia Guevara Morfin              | 22   | San Marcos       |
| Haiti                  | Josée Isabelle Riché               | 26   | Port-au-Prince   |
| Ấn Độ                  | Shivani Jadhav                     | 23   | Pune             |
| Indonesia              | Sarlin Delee Jones                 | 18   | Kupang           |
| Ireland                | Sudawan Kumdee                     | 26   | Dublin           |
| Ý                      | Mirea Sorrentino                   | 21   | Pompeii          |
| Nhật Bản               | Adeline Minatoya                   | 25   | Nagano           |
| Latvia                 | Jekaterīna Aleksejeva              | 24   | Riga             |
| Liban                  | Stephanie Karam                    | 26   | Thành phố México |
| Ma Cao                 | Loi Chi Ian                        | 27   | Ma Cao           |
| Malaysia               | Mel Dequanne Abar                  | 20   | Kota Kinabalu    |
| Mauritius              | Shanone Savatheama                 | 21   | Port Louis       |
| México                 | María Fernanda Malo Juvera         | 22   | Huixquilucan     |
| Myanmar                | Hmwe Thet                          | 25   | Mergui           |
| Nepal                  | Nisha Pathak                       | 22   | Kathmandu        |
| Hà Lan                 | Margaretha de Jong                 | 22   | Jistrum          |
| Nicaragua              | Vanessa Baldizon                   | 22   | León             |
| Nigeria                | Ocheche Favour                     | 20   | Oturkpo          |
| Panamá                 | Carmen Drayton                     | 23   | Colón            |
| Paraguay               | Milena Rodríguez                   | 20   | Encarnación      |
| Peru                   | Camila Escribens                   | 21   | Long Beach       |
| Philippines            | Samantha Ashley Lo                 | 26   | Cebu             |
| Ba Lan                 | Patrycja Woźniak                   | 20   | Lodz             |
| Bồ Đào Nha             | Laura Gameiro                      | 23   | Paris            |
| Puerto Rico            | Hazel Ortiz                        | 22   | Morovis          |
| Réunion                | Laëtitia Hoareau-Boyer             | 25   | Terre Sainte     |
| Romania                | Ramona Vatamanu                    | 27   | Bucharest        |
| Nga                    | Kamilla Khusainova                 | 22   | Kazan            |
| Nam Phi                | Belinde Bella Schreuder            | 23   | Centurion        |
| Tây Ban Nha            | Ainara de Santamaría               | 23   | Argoños          |
| Thụy Điển              | Clara Wahlqvist                    | 20   | Tormestorp       |
| Thái Lan               | Arayha Suparurk                    | 25   | Nakhon Phanom    |
| Ukraine                | Victoria Mironova                  | 24   | Odesa            |
| Hoa Kỳ                 | Emily Irene Delgado                | 24   | Las Vegas        |
| Venezuela              | Valentina Figuera                  | 19   | Puerto La Cruz   |
| Việt Nam               | Nguyễn Hà Kiều Loan                | 19   | Quảng Nam        |

## Chú ý

### Lần đầu tham gia
- Armenia
- Bashkortostan
- Ireland
- Réunion

### Trở lại
- Lần cuối tham gia vào năm 2014:
  -  Curacao
- Lần cuối tham gia vào năm 2016:
  -  Ý
  -  Latvia
  -  Mauritius
  -  Romania
- Lần cuối tham gia vào năm 2017:
  -  Belarus
  -  Ai Cập
  -  Pháp
  -  Guatemala
  -  Nicaragua
  -  Nigeria

### Bỏ cuộc
- Argentina
- Bỉ
- Cape Verde
- Campuchia
- Hàn Quốc
- Đan Mạch
- Scotland
- Ethiopia
- Phần Lan
- Wales
- Ghana
- Hồng Kông
- Anh
- Quần đảo Cook
- Quần đảo Virgin (Mỹ)
- Jamaica
- Kazakhstan
- Kosovo
- Moldova
- Lào
- Mông Cổ
- Na Uy
- New Zealand
- Sierra Leone
- Sri Lanka
- Suriname
- Đài Loan
- Tanzania
- Tatarstan
- Zambia